# Иншань (Хуанган)
Инша́нь (кит. упр. 英山, пиньинь Yīngshān) — уезд городского округа Хуанган провинции Хубэй (КНР).

## История
Уезд был создан в 1270 году.
В 1949 году был образован Специальный район Хуанган (黄冈专区) и уезд вошёл в его состав. В 1970 году Специальный район Хуанган был переименован в Округ Хуанган (黄冈地区). В 1995 году округ Хуанган был преобразован в городской округ.

## Административное деление
Уезд делится на 8 посёлков и 3 волости.